# Abrothrix
Abrothrix is een geslacht van zoogdieren uit de familie van de Cricetidae. De wetenschappelijke naam van het geslacht werd in 1837 gepubliceerd door George Robert Waterhouse. 

## Soorten
Er worden 10 soorten in dit geslacht geplaatst:
- Abrothrix andina (R. A. Philippi, 1858)
- Abrothrix gossei (O. Thomas, 1920)[2]
- Abrothrix hirta (O. Thomas, 1895)
- Abrothrix illutea O. Thomas, 1925
- Abrothrix jelskii (O. Thomas, 1894)
- Abrothrix lanosa (O. Thomas, 1897)
- Abrothrix longipilis (G. R. Waterhouse, 1837)
- Abrothrix manni D'Elía et al., 2015
- Abrothrix olivacea (G. R. Waterhouse, 1837)
- Abrothrix sanborni (Osgood, 1943)